# Georgios Rallis

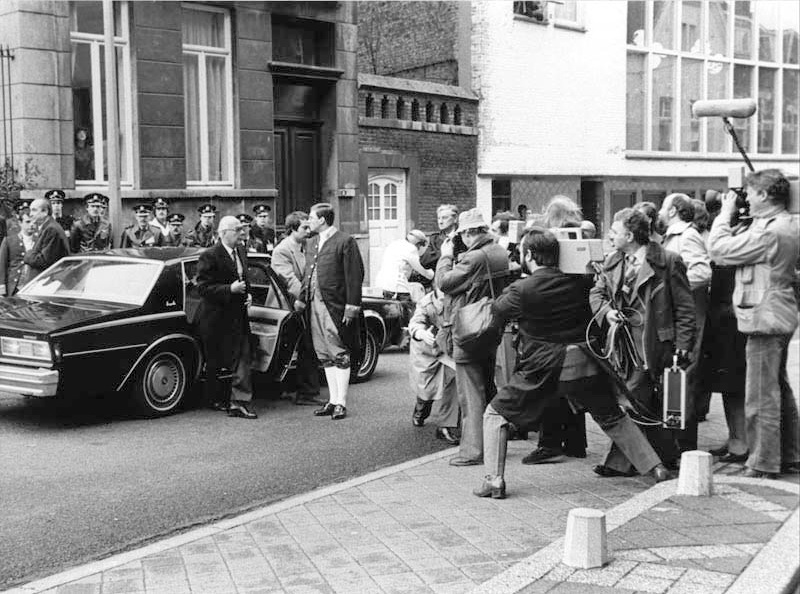
Aankomst van Rallis bij het Gouvernement in Maastricht voor de Eurotop in maart 1981

Georgios Rallis (Grieks: Γεώργιος Ράλλης; in het Nederlands meestal George Rallis genoemd) (Athene, 26 december 1918 – 15 maart 2006) was een Grieks politicus. Van 10 mei 1980 tot 21 oktober 1981 was hij premier van Griekenland.
Rallis studeerde rechten en politieke wetenschappen aan de Universiteit van Athene. Zijn grootvader en vader waren ook reeds politicus, de eerste is korte tijd premier geweest, de tweede was dat ook tijdens de Duitse bezetting en werd na de oorlog vanwege collaboratie tot een levenslange gevangenisstraf veroordeeld.
Rallis was lid van de conservatieve partij en kwam in 1950 in het Griekse parlement. In 1954 werd hij minister. Vervolgens werd hij lid van de Nationale Radicale Unie en opnieuw minister in 1963.
Na de militaire coup in 1967 waarbij het kolonelsregime werd geïnstalleerd wordt hij gearresteerd en naar het eiland Kasos verbannen omdat hij blijft eisen dat de democratie zou worden hersteld. Enige tijd later kan hij het land verlaten en blijft weg totdat de democratie in 1974 werd hersteld in ballingschap.
Na zijn terugkeer wordt hij voor de derde maal minister; zijn portefeuille was die van onderwijs. Als zodanig drukt hij bepaalde taalkundige vernieuwingen door. Zo zorgde hij ervoor dat het Nieuwgrieks voor de ambtenarij werd ingevoerd. In 1978 wordt hij minister van buitenlandse zaken, bezocht hij de Sovjet-Unie (hij was de eerste Griekse minister die dit deed) en verbetert de politieke relaties met een paar landen op de Balkan. Ook leidt hij de onderhandelingen voor de toetreding tot de Europese Unie.
In 1980 wordt Rallis de nieuwe partijvoorzitter van de Nea Dimokratia; tevens werd hij premier. Tijdens zijn premierschap wordt Griekenland lid van de NAVO. Nadat hij het jaar daarop de verkiezingen had verloren deed hij afstand van het partijvoorzitterschap. Vanwege een later optredend verschil van mening met zijn opvolger in de partij is Rallis een tijdlang partijloos parlementslid.
Rallis was vanwege zijn bescheiden en directe persoonlijkheid een populair persoon in Griekenland. Behalve dat hij zich met politiek heeft beziggehouden schreef hij ook nog een flink aantal boeken over de moderne Griekse geschiedenis en over politiek.
Georgios Rallis overleed doordat zijn hart het liet afweten.
- Bibliothèque nationale de France: cb161604204 (data)
- Gemeinsame Normdatei: 140933476
- International Standard Name Identifier: 0000 0000 7772 0314
- Library of Congress Control Number: n82057341
- Nederlandse Thesaurus van Auteursnamen: 131583573
- Système universitaire de documentation: 251416992
- Virtual International Authority File: 107605871
- WorldCat: E39PBJm9d4bX4FYCGFyJd9PbBP